# سوشيالتيكست
سوشيالتيكست هي شركة مقرها في بالو ألتو، كاليفورنيا، تعمل على إنتاج البرمجيات الاجتماعية للشركات. تتضمن الشركة مجموعة متكاملة من تطبيقات البرامج الاجتماعية المستندة إلى الويب المدونات الصغيرة وملف تعريف المستخدم والدلائل والمجموعات ولوحات المعلومات الشخصية باستخدام أدوات المجتمع المفتوح وجداول البيانات المشتركة وأدوات التعاون في الويكي والمدونات وتطبيقات الأجهزة المحمولة .

## روابط خارجية
- الموقع الرسمي